# Codex Zographensis

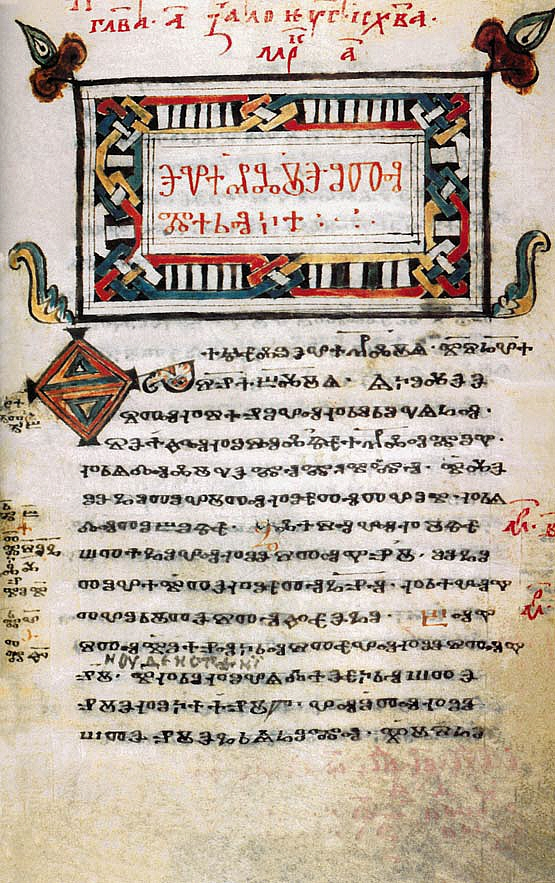
Codex Zographensis

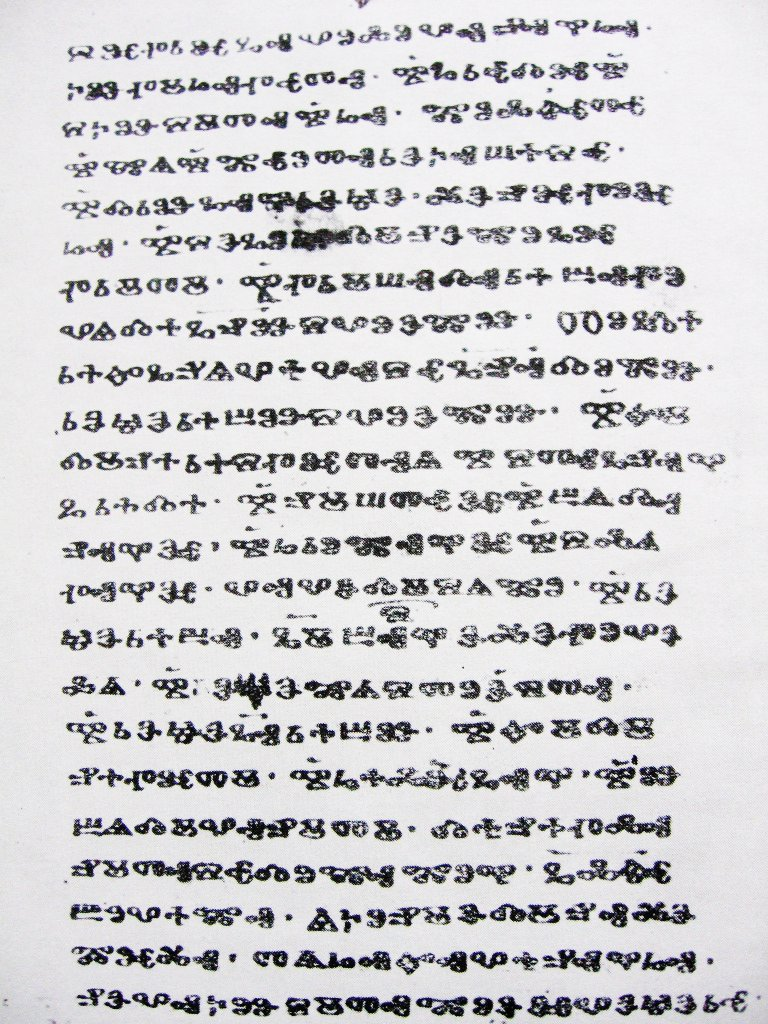
Codex Zographensis

Der Codex Zographensis (bulgarisch Зографско евангелие) ist ein altkirchenslawisches Tetraevangeliar, also eine Handschrift, die die vier Evangelien in der traditionellen Reihenfolge enthält.
Der Codex Zographensis ist ein im westbulgarischen Sprachraum (Mazedonien) entstandenes Manuskript. Es wurde 1843 durch den Diplomaten Antun Mihanović in der Klosterbibliothek des bulgarisch-orthodoxen Klosters Zografou auf dem Berg Athos entdeckt.
Die Entstehungszeit dieses Tetraevangeliars liegt zwischen dem Ende des 10. und dem Anfang des 11. Jahrhunderts. Es beinhaltet die vier Evangelien und wurde in der glagolitischen Schrift verfasst. Insgesamt sind 304 folia erhalten. Der Codex Zographensis beginnt nicht mit Matthäus 1,1 , sondern erst mit Matthäus 3,11 , da die ersten Blätter nicht erhalten geblieben sind. Die bulgarisch-orthodoxen Mönche schenkten den Codex 1860 dem russischen Zaren Alexander II. Der Codex Zographensis befindet sich heute in der Russischen Nationalbibliothek in Sankt Petersburg.